# Buch (Suíça)
Buch é uma comuna da Suíça, no Cantão Schaffhausen, com cerca de 267 habitantes. Estende-se por uma área de 3,80 km², de densidade populacional de 70 hab/km². Confina com as seguintes comunas: Gailingen am Hochrhein (DE - BW), Gottmadingen (DE-BW), Ramsen.
A língua oficial nesta comuna é o alemão.